# Hokej na travi na OI 1928.
Olimpijske igre 1928. su se održale u Nizozemskoj, u Amsterdamu.

## Natjecateljski sustav
Momčadi su igrale u dvjema skupinama po jednostrukom ligaškom sustavu. Za pobjedu se dobivalo 2 boda, za neriješeno bod, a za poraz ništa. 
Momčadi koje su zauzele drugo mjesto na ljestvici u svojoj skupini su međusobno igrale susret za brončano odličje.
Momčadi koje su pobijedile u svojoj skupini su međusobno igrale susret za zlatno odličje.

## Mjesta odigravanja susreta
Svi susreti su se odigrali na Olimpijskom stadionu (niz. Olympisch Stadion) i na obližnjem starom stadionu u nizozemskom gradu Amsterdamu.

## Vrijeme odigravanja natjecanja
Turnir u hokeju na travi se kao i nogometni turnir održao za vrijeme prvog dijela Olimpijskih igara. Svi susreti su se odigrali od četvrtka 17. svibnja do subote 26. svibnja 1928.

## Momčadi sudionice
Pravila koja su regulirala sudjelovanje na turniru su dopuštala jednu momčad iz svake države. Jednoj momčadi je bilo dopušteno imati u sastavu 22 igrača, što je zapravo značilo dvije momčadi. 
Budući da su ovo bile Olimpijske igre, smjeli su sudjelovati samo amaterski športaši. Međunarodna hokejska federacija je ovako definirala športašev amaterski status: amater je onaj športaš koji nikad nije zaradio nešto od toga što se bavio športom, bilo to izravno ili neizravno. Ako je igrač ili službenik primio od kluba, saveza ili federacije neki iznos koji je prelazio sredstva koja su nužno potrebna radi putovanja ili trošaka smještaja, taj suvišak se smatrao zaradom.
1928. se igrao samo muški turnir.
Na turniru u hokeju na travi na OI 1928. u Amsterdamu, sudjelovalo je devet momčadi: Britanske Indije, Njemačke, Nizozemske, Danske, Belgije, Austrije, Španjolske, Švicarske i Francuske. Izvorno je trebala sudjelovati i Čehoslovačka, ali je odustala od natjecanja.
Ukupno se natjecalo 137 hokejaša iz 9 zemalja. Iz Austrije 16, iz Belgije 18, iz Danske 13, iz Francuske 15, iz Indije 14, iz Nizozemske 11, iz Njemačke 19, iz Španjolske 15 i iz Švicarske 16. Pored tih 137 hokejaša koji su odigrali barem jednu utakmicu na turniru, poznato je da je bilo još 33 pričuvna igrača.

### Austrija
E. Haladik, F. Herzl, K. Lehrfeld, E. Landesmann, H. Lichtneckert, Fritz Lichtschein, Willi Machu, P. Massarek, E. Nossig, Karl Ördögh, Alfred Revi, H. Rosenfeld, Otto Stritzko, H. Wald, A. Wildam, A. Winter.

### Belgija
Lambert Adelot, Claude Baudoux, Yvon Baudoux, Freddy Cattoir, Louis De Deken, Paul Delheid, Louis Diercxsens, Auguste Goditiabois, Adolphe Goemaere, 
Georges Grosjean, Joseph Jastine, Charles Koning, René Mallieux, André Seeldrayers, Étienne Soubre, John Van Der Straeten, Émile Vercken, Corneille Wellens.

Na popisu su bili još i F. Carez, Ch. de Keyzer, V. de Laveleye, Jacques Rensburg.

### Britanska Indija
Richard Allen, Dhyan Chand, Maurice Gateley, William Goodsir-Cullen, Leslie Hammond, Feroze Khan, George Marthins, Rex Norris, Broome Pinniger, Michael Rocque, Frederic Seaman, Ali Shaukat, Jaipal Singh, Sayed Yusuf. 

Na popisu je bio još i Kher Singh Gill.

### Danska
Arne Blach, Otto Busch, Hagbarth Dahlman, Aage Heimann, Niels Heilbuth, Henning Holst, Erik Husted, Otto Husted, Peter Koefoed, Henry Madsen, Carl Malling, Børge Monberg, Peter Prahm.

Na popisu je još bio i Aage Norsker.

### Francuska
Gaston Arlin, Guy Chevalier, Pierre de Lévaque, Félix Grimonprez, Marcel Lachmann, Maurice Lanet, Michel Petitdidier, Henri Peuchot, Bernard Poussineau, Pierre Prieur, Jacques Rivière, Jean Robin, Robert Salarnier, Jacques Simon, Albert Six.

Na popisu su bili još i A. Bié, M. L. Guirard, Paul Imbault, H. E. J. A. Reisenthel, J. Rémusat.

### Nizozemska
Jan Ankerman, Jan Brand, Rein de Waal, Emile Duson, Gerrit Jannink, Adriaan Katte, August Kop, Ab Tresling, Paul van de Rovaart, Robert van der Veen, Haas Visser 't Hooft.

Na popisu su bili još i C. J. J. Hardebeck, T. F. Hubrecht, G. Leembruggen, H. J. L. Mangelaar Meertens, Otto Muller von Czernicki, W. J. van Citters, C. J. van der Hagen, Tonny van Lierop, J. J. van Tienhoven van den Bogaard, J. M. van Voorst van Beest, N. Wenholt.

### Njemačka
Bruno Boche, Georg Brunner, Heinz Förstendorf, Erwin Franzkowiak, Werner Freyberg, Theodor Haag, Hans Haußmann, Kurt Haverbeck, Aribert Heymann, Herbert Hobein, Fritz Horn, Karl-Heinz Irmer, Herbert Kemmer, Herbert Müller, Werner Proft, Gerd Strantzen, Rolf Wollner, Heinz Wöltje, Erich Zander.

Na popisu su bili još i Fritz Lincke, Heinz Schäfer, Kurt Weiß.

### Španjolska
Francisco Argemí Sola, Juan Baguñá Gila, Juan Becerril Antón-Miralles, José María Caralt Mas, José Caralt Vidal, Manuel Chávarri Rodríguez Avial, Bernabé de Chávarri Rodríguez Codes, Enrique de Chávarri Rodríguez Codes, Santiago Goicochea Orsolides, Luis Isamat Bosch, Juan Junquera Baguña, Manuel Lobo Vidal, Luis Rierola Albo, Francisco de Roig Ventura, Fernando Torres Polanco.

Na popisu su bili još i José de Aguilera Alonso, A. Heraso Lledo.

### Švicarska
J. J. Auberson, Adolf Fehr, Konrad Fehr, Alfred Fischer, F. Jenny, A. Koch, J. Loubert, Ernst Luchsinger, M. Magnin, E. Mauris, R. Olivier, R. Pellarin, Charles Piot, Henry Poncet, R. Rodé, M. Zumstein.

Na popisu su bili još i J. Brun, E. Coppetti, F. Hermenjat, L. Joset, C. Piot, A. Rhinow.
Napomena: Dio igrača je odigrao barem jednu utakmicu na turniru, a dio je vjerojatno bio dijelom sastava. MOO u svojim bazama podataka sve navedene osobe iz indijskog, nizozemskog i njemačkog sastava vodi kao osvajače odličja. Ako su i zašto su mogli primiti odličja nije poznato sa sigurnošću. Unatoč svemu tome, nizozemski olimpijski odbor uopće ne navodi u svom popisu igrače kao osvajače odličja.

## Rezultati

### Natjecanje po skupinama

#### Skupina "A"
| Division A  | Division A                                                       | Division A | Division A | Division A | Division A | Division A | Division A |  |
| ----------- | ---------------------------------------------------------------- | --- | --- | --- | --- | --- | ---------- |  |
| 17. svibnja | Stari stadion (gledatelja: 1700)                                 | Švicarska | 1 | : | 2 | Danska |            |  |
|             | Momčadi:                                                         | Zumstein; Fischer, Pellarin; Mauris, A. Fehr, Poncet; Loubert, Jenny, K. Fehr, Auberson, Luchsinger                                            | (0 | : | 1) | Dahlman; Madsen, Malling; Koefoed, Holst, Monberg; Prahm, Blach, E. Husted, Busch, Heilbuth                                                    |            |  |
|             | Strijelci:                                                       | 0:1 (16') E. Husted, 0:2 H. Holst, 1:2 Loubert                                                                                                 | 0:1 (16') E. Husted, 0:2 H. Holst, 1:2 Loubert                                                                                                 | 0:1 (16') E. Husted, 0:2 H. Holst, 1:2 Loubert                                                                                                 | 0:1 (16') E. Husted, 0:2 H. Holst, 1:2 Loubert                                                                                                 | 0:1 (16') E. Husted, 0:2 H. Holst, 1:2 Loubert                                                                                                 |            |  |
|             | Suci: L. J. Quarles van Ufford (NIZ), M. J. Vandekerckhove (BEL) | | | | | |            |  |
|             |                                                                  | | | | | |            |  |
| 17. svibnja | Stari stadion (gledatelja: 1700)                                 | Brit. Indija | 6 | : | 0 | Austrija |            |  |
|             | Momčadi:                                                         | Allen; Hammond, Rocque; Goodsir-Cullen, Pinniger, Norris; Gateley, Shaukat, Chand, Marthins, Seaman                                            | (3 | : | 0) | Ördögh; Revi, Machu; Stritzko, Herzl, Haladik; Lichtneckert, Massarek, Nossig, Wildam, Winter                                                  |            |  |
|             | Strijelci:                                                       | 1:0 (4') Chand, 2:0 (6') Chand, 3:0 Chand, 4:0 Marthins, 5:0 Shaukat, 6:0 Marthins                                                             | 1:0 (4') Chand, 2:0 (6') Chand, 3:0 Chand, 4:0 Marthins, 5:0 Shaukat, 6:0 Marthins                                                             | 1:0 (4') Chand, 2:0 (6') Chand, 3:0 Chand, 4:0 Marthins, 5:0 Shaukat, 6:0 Marthins                                                             | 1:0 (4') Chand, 2:0 (6') Chand, 3:0 Chand, 4:0 Marthins, 5:0 Shaukat, 6:0 Marthins                                                             | 1:0 (4') Chand, 2:0 (6') Chand, 3:0 Chand, 4:0 Marthins, 5:0 Shaukat, 6:0 Marthins                                                             |            |  |
|             | Suci: Ch. Roux (FRA), F. Schiff (NIZ)                            | | | | | |            |  |
|             |                                                                  | | | | | |            |  |
| 18. svibnja | Stari stadion (gledatelja: 450)                                  | Brit. Indija | 9 | : | 0 | Belgija |            |  |
|             | Momčadi:                                                         | Allen; Singh, Rocque; Yusuf, Pinniger, Norris; Shaukat, Khan, Chand, Marthins, Seaman                                                          | (5 | : | 0) | Koning; Van Der Straeten, Wellens; Adelot, C. Baudoux, Cattoir; Seeldrayers, Goditiabois, Delheid, Diercxsens, Grosjean                        |            |  |
|             | Strijelci:                                                       | 1:0 (5') Seaman, 2:0 (19') Marthins, 3:0 (28') Khan, 4:0 (29') Khan, 5:0 (31') Chand, 6:0 (36') Marthins, 7:0 (55') Seaman, 8:0 Khan, 9:0 Khan | 1:0 (5') Seaman, 2:0 (19') Marthins, 3:0 (28') Khan, 4:0 (29') Khan, 5:0 (31') Chand, 6:0 (36') Marthins, 7:0 (55') Seaman, 8:0 Khan, 9:0 Khan | 1:0 (5') Seaman, 2:0 (19') Marthins, 3:0 (28') Khan, 4:0 (29') Khan, 5:0 (31') Chand, 6:0 (36') Marthins, 7:0 (55') Seaman, 8:0 Khan, 9:0 Khan | 1:0 (5') Seaman, 2:0 (19') Marthins, 3:0 (28') Khan, 4:0 (29') Khan, 5:0 (31') Chand, 6:0 (36') Marthins, 7:0 (55') Seaman, 8:0 Khan, 9:0 Khan | 1:0 (5') Seaman, 2:0 (19') Marthins, 3:0 (28') Khan, 4:0 (29') Khan, 5:0 (31') Chand, 6:0 (36') Marthins, 7:0 (55') Seaman, 8:0 Khan, 9:0 Khan |            |  |
|             | Suci: W. Simon (NJE), T. Evekink (NIZ)                           | | | | | |            |  |
|             |                                                                  | | | | | |            |  |
| 18. svibnja | Stari stadion (gledatelja: 140)                                  | Danska | 3 | : | 1 | Austrija |            |  |
|             | Momčadi:                                                         | Dahlman; Koefoed, Malling; Heimann, Holst, O. Husted; Prahm, Blach, E. Husted, Busch, Heilbuth                                                 | (3 | : | 0) | Lichtschein; Herzl, Machu; Stritzko, Massarek, Haladik; Lehrfeld, Lichtneckert, Revi, Wildam, Winter                                           |            |  |
|             | Strijelci:                                                       | 1:0 (4') Holst, 2:0 (6') Holst, 3:0 (35') Heilbuth, 3:1 Lichtneckert                                                                           | 1:0 (4') Holst, 2:0 (6') Holst, 3:0 (35') Heilbuth, 3:1 Lichtneckert                                                                           | 1:0 (4') Holst, 2:0 (6') Holst, 3:0 (35') Heilbuth, 3:1 Lichtneckert                                                                           | 1:0 (4') Holst, 2:0 (6') Holst, 3:0 (35') Heilbuth, 3:1 Lichtneckert                                                                           | 1:0 (4') Holst, 2:0 (6') Holst, 3:0 (35') Heilbuth, 3:1 Lichtneckert                                                                           |            |  |
|             | Suci: A. Broese van Croenou (NIZ), R. Jassoy (NJE)               | | | | | |            |  |
|             |                                                                  | | | | | |            |  |
| 20. svibnja | Stari stadion (gledatelja: 700)                                  | Švicarska | 0 | : | 3 | Belgija |            |  |
|             | Momčadi:                                                         | Zumstein; Fischer, Pellarin; Mauris, A. Fehr, Rodé; Loubert, Jenny, K. Fehr, Auberson, Luchsinger                                              | (0 | : | 2) | Soubre; Adelot, Van Der Straeten; C. Baudoux, Wellens, Cattoir; Seeldrayers, Vercken, Delheid, Diercxsens, Grosjean                            |            |  |
|             | Strijelci:                                                       | 0:1 (15') Delheid, 0:2 (35') Diercxsens, 0:3 (70') Vercken                                                                                     | 0:1 (15') Delheid, 0:2 (35') Diercxsens, 0:3 (70') Vercken                                                                                     | 0:1 (15') Delheid, 0:2 (35') Diercxsens, 0:3 (70') Vercken                                                                                     | 0:1 (15') Delheid, 0:2 (35') Diercxsens, 0:3 (70') Vercken                                                                                     | 0:1 (15') Delheid, 0:2 (35') Diercxsens, 0:3 (70') Vercken                                                                                     |            |  |
|             | Suci: A. Broese van Croenou (NIZ), F. Schiff (NIZ)               | | | | | |            |  |
|             |                                                                  | | | | | |            |  |
| 20. svibnja | Olimpijski stadion (gledatelja: 6300)                            | Brit. Indija | 5 | : | 0 | Danska |            |  |
|             | Momčadi:                                                         | Allen; Singh, Rocque; Yusuf, Pinniger, Norris; Shaukat, Khan, Chand, Marthins, Seaman                                                          | (2 | : | 0) | Dahlman; Koefoed, Malling; Monberg, Holst, O. Husted; Prahm, Blach, E. Husted, Busch, Heilbuth                                                 |            |  |
|             | Strijelci:                                                       | 1:0 (6') Marthins, 2:0 (26') Chand, 3:0 (51') Chand, 4:0 (54') Chand, 5:0 (65') Seaman                                                         | 1:0 (6') Marthins, 2:0 (26') Chand, 3:0 (51') Chand, 4:0 (54') Chand, 5:0 (65') Seaman                                                         | 1:0 (6') Marthins, 2:0 (26') Chand, 3:0 (51') Chand, 4:0 (54') Chand, 5:0 (65') Seaman                                                         | 1:0 (6') Marthins, 2:0 (26') Chand, 3:0 (51') Chand, 4:0 (54') Chand, 5:0 (65') Seaman                                                         | 1:0 (6') Marthins, 2:0 (26') Chand, 3:0 (51') Chand, 4:0 (54') Chand, 5:0 (65') Seaman                                                         |            |  |
|             | Suci: R. Jassoy (NJE), J. Daubresse (FRA)                        | | | | | |            |  |
|             |                                                                  | | | | | |            |  |
| 22. svibnja | Olimpijski stadion (gledatelja: 750)                             | Brit. Indija | 6 | : | 0 | Švicarska |            |  |
|             | Momčadi:                                                         | Allen; Hammond, Rocque; Goodsir-Cullen, Pinniger, Norris; Yusuf, Gateley, Chand, Marthins, Seaman                                              | (2 | : | 0) | Magnin; Fischer, Koch; Piot, Poncet, Rodé; Luchsinger, Auberson, A. Fehr, Olivier, Loubert                                                     |            |  |
|             | Strijelci:                                                       | 1:0 (6') Marthins, 2:0 (26') Chand, 3:0 (53') Chand, 4:0 (55') Chand, 5:0 Gateley, 6:0 (65') Chand                                             | 1:0 (6') Marthins, 2:0 (26') Chand, 3:0 (53') Chand, 4:0 (55') Chand, 5:0 Gateley, 6:0 (65') Chand                                             | 1:0 (6') Marthins, 2:0 (26') Chand, 3:0 (53') Chand, 4:0 (55') Chand, 5:0 Gateley, 6:0 (65') Chand                                             | 1:0 (6') Marthins, 2:0 (26') Chand, 3:0 (53') Chand, 4:0 (55') Chand, 5:0 Gateley, 6:0 (65') Chand                                             | 1:0 (6') Marthins, 2:0 (26') Chand, 3:0 (53') Chand, 4:0 (55') Chand, 5:0 Gateley, 6:0 (65') Chand                                             |            |  |
|             | Suci: P. Reinberg (NJE), M. Masip Ubis (ŠPA)                     | | | | | |            |  |
|             |                                                                  | | | | | |            |  |
| May 22      | Olimpijski stadion (gledatelja: 200)                             | Belgija | 4 | : | 0 | Austrija |            |  |
|             | Momčadi:                                                         | Soubre; Wellens, Van Der Straeten; Adelot, C. Baudoux, De Deken; Seeldrayers, Mallieux, Delheid, Diercxsens, Y. Baudoux                        | (1 | : | 0) | Lichtschein; Herzl, Machu; Lehrfeld, Haladik, Wald; Lichtneckert, Massarek, Rosenfeld, Revi, Winter                                            |            |  |
|             | Strijelci:                                                       | 1:0 Diercxsens, 2:0 Diercxsens, 3:0 Diercxsens, 4:0 (68') Y. Baudoux                                                                           | 1:0 Diercxsens, 2:0 Diercxsens, 3:0 Diercxsens, 4:0 (68') Y. Baudoux                                                                           | 1:0 Diercxsens, 2:0 Diercxsens, 3:0 Diercxsens, 4:0 (68') Y. Baudoux                                                                           | 1:0 Diercxsens, 2:0 Diercxsens, 3:0 Diercxsens, 4:0 (68') Y. Baudoux                                                                           | 1:0 Diercxsens, 2:0 Diercxsens, 3:0 Diercxsens, 4:0 (68') Y. Baudoux                                                                           |            |  |
|             | Suci: E. W. C. Ricketts (IND), B. Turnbull (IND)                 | | | | | |            |  |
|             |                                                                  | | | | | |            |  |
| 24. svibnja | Stari stadion (gledatelja: 600)                                  | Danska | 0 | : | 1 | Belgija |            |  |
|             | Momčadi:                                                         | Dahlman; Koefoed, Malling; Monberg, Holst, O. Husted; Prahm, Blach, E. Husted, Busch, Heilbuth                                                 | (0 | : | 0) | Soubre; Wellens, Van Der Straeten; Adelot, C. Baudoux, De Deken; Seeldrayers, Mallieux, Delheid, Diercxsens, Y. Baudoux                        |            |  |
|             | Strijelci:                                                       | 0:1 (60') Seeldrayers | 0:1 (60') Seeldrayers | 0:1 (60') Seeldrayers | 0:1 (60') Seeldrayers | 0:1 (60') Seeldrayers |            |  |
|             | Suci: W. Simon (NJE), R. Be-Cavin (ŠVI)                          | | | | | |            |  |
|             |                                                                  | | | | | |            |  |
| 24. svibnja | Stari stadion (gledatelja: 600)                                  | Švicarska | 1 | : | 0 | Austrija |            |  |
|             | Momčadi:                                                         | Zumstein; Fischer, Koch; Mauris, A. Fehr, Poncet; Luchsinger, Auberson, K. Fehr, Jenny, Loubert                                                | (0 | : | 0) | Ördögh; Revi, Machu; Lehrfeld, Wald, Haladik; Winter; Landesmann, Herzl, Rosenfeld, Nossig                                                     |            |  |
|             | Strijelci:                                                       | 1:0 K. Fehr | 1:0 K. Fehr | 1:0 K. Fehr | 1:0 K. Fehr | 1:0 K. Fehr |            |  |
|             | Suci: T. Evekink (NIZ), P. Regibo (BEL)                          | | | | | |            |  |
|             |                                                                  | | | | | |            |  |

Završna ljestvica skupine "A"
| Mj. | Momčad       | Ut | Pb | N | Pz | Pos | Pri | Bod |  |     |     |     |     |     |
| --- | ------------ | -- | -- | - | -- | --- | --- | --- |  | --- | --- | --- | --- | --- |
| 1.  | Brit. Indija | 4  | 4  | 0 | 0  | 26  | 0   | 8   |  | X   | 9:0 | 5:0 | 6:0 | 6:0 |
| 2.  | Belgija      | 4  | 3  | 0 | 1  | 8   | 9   | 6   |  | 0:9 | X   | 1:0 | 3:0 | 4:0 |
| 3.  | Danska       | 4  | 2  | 0 | 2  | 5   | 8   | 4   |  | 0:5 | 0:1 | X   | 2:1 | 3:1 |
| 4.  | Švicarska    | 4  | 1  | 0 | 3  | 2   | 11  | 2   |  | 0:6 | 0:3 | 1:2 | X   | 1:0 |
| 5.  | Austrija     | 4  | 0  | 0 | 4  | 1   | 14  | 0   |  | 0:6 | 0:4 | 1:3 | 0:1 | X   |

#### Skupina "B"
| Division B  | Division B                                     | Division B | Division B                                                                                                 | Division B                                                                                                 | Division B                                                                                                 | Division B | Division B |  |
| ----------- | ---------------------------------------------- | --- | --- | --- | --- | --- | ---------- |  |
| 17. svibnja | Olimpijski stadion (gledatelja: 5,500)         | Nizozemska | 5 | : | 0 | Francuska |            |  |
|             | Momčadi:                                       | Katte; de Waal, Tresling; Ankerman, Duson, Brand; Kop, Jannink, van de Rovaart, van der Veen, Visser 't Hooft | (3 | : | 0) | Salarnier; Chevalier, Peuchot; Simon, Prieur, Lachmann; Robin, Grimonprez, de Lévaque, Poussineau, Rivière        |            |  |
|             | Strijelci:                                     | 1:0 (20') van de Rovaart, 2:0 (23') Tresling, 3:0 (35') Jannink, 4:0 (37') Jannink, 5:0 (65') van der Veen    | 1:0 (20') van de Rovaart, 2:0 (23') Tresling, 3:0 (35') Jannink, 4:0 (37') Jannink, 5:0 (65') van der Veen | 1:0 (20') van de Rovaart, 2:0 (23') Tresling, 3:0 (35') Jannink, 4:0 (37') Jannink, 5:0 (65') van der Veen | 1:0 (20') van de Rovaart, 2:0 (23') Tresling, 3:0 (35') Jannink, 4:0 (37') Jannink, 5:0 (65') van der Veen | 1:0 (20') van de Rovaart, 2:0 (23') Tresling, 3:0 (35') Jannink, 4:0 (37') Jannink, 5:0 (65') van der Veen        |            |  |
|             | Suci: R. Liégeois (BEL), E. de Cindric (MAĐ)   | | | | | |            |  |
|             |                                                | | | | | |            |  |
| 17. svibnja | Olimpijski stadion (gledatelja: 1300)          | Njemačka | 5 | : | 1 | Španjolska |            |  |
|             | Momčadi:                                       | Brunner; Proft, Wöltje; Irmer, Haag, Zander; Haverbeck, Müller, Boche, Hobein, Wollner                        | (4 | : | 0) | Isamat; Becerril, Argemí; M. Chávarri, Torres, Lobo; Caralt Mas, Caralt Vidal, E. Chávarri, B. Chávarri, Junquera |            |  |
|             | Strijelci:                                     | 1:0 (6') Hobein, 2:0 (20') Boche, 3:0 Müller, 4:0 Hobein, 4:1 (40') E. Chávarri, 5:1 Haag                     | 1:0 (6') Hobein, 2:0 (20') Boche, 3:0 Müller, 4:0 Hobein, 4:1 (40') E. Chávarri, 5:1 Haag                  | 1:0 (6') Hobein, 2:0 (20') Boche, 3:0 Müller, 4:0 Hobein, 4:1 (40') E. Chávarri, 5:1 Haag                  | 1:0 (6') Hobein, 2:0 (20') Boche, 3:0 Müller, 4:0 Hobein, 4:1 (40') E. Chávarri, 5:1 Haag                  | 1:0 (6') Hobein, 2:0 (20') Boche, 3:0 Müller, 4:0 Hobein, 4:1 (40') E. Chávarri, 5:1 Haag                         |            |  |
|             | Suci: E. W. C. Ricketts (IND), P. Regibo (BEL) | | | | | |            |  |
|             |                                                | | | | | |            |  |
| 19. svibnja | Olimpijski stadion (gledatelja: 6000)          | Nizozemska | 2 | : | 1 | Njemačka |            |  |
|             | Momčadi:                                       | Katte; de Waal, Tresling; Ankerman, Duson, Brand; Kop, Jannink, van de Rovaart, van der Veen, Visser 't Hooft | (2 | : | 1) | Brunner; Proft, Wöltje; Irmer, Heymann, Zander; Haverbeck, Müller, Boche, Hobein, Haag                            |            |  |
|             | Strijelci:                                     | 0:1 (7') Wöltje, 1:1 (20') van de Rovaart, 2:1 (32') van der Veen                                             | 0:1 (7') Wöltje, 1:1 (20') van de Rovaart, 2:1 (32') van der Veen                                          | 0:1 (7') Wöltje, 1:1 (20') van de Rovaart, 2:1 (32') van der Veen                                          | 0:1 (7') Wöltje, 1:1 (20') van de Rovaart, 2:1 (32') van der Veen                                          | 0:1 (7') Wöltje, 1:1 (20') van de Rovaart, 2:1 (32') van der Veen                                                 |            |  |
|             | Suci: R. Liégeois (BEL), B. Turnbull (IND)     | | | | | |            |  |
|             |                                                | | | | | |            |  |
| 19. svibnja | Olimpijski stadion (gledatelja: 500)           | Francuska | 2 | : | 1 | Španjolska |            |  |
|             | Momčadi:                                       | Salarnier; Chevalier, Six; Simon, Prieur, Petitdidier; Robin, Grimonprez, Lanet, Poussineau, Rivière          | (1 | : | 0) | Isamat; Becerril, Argemí; Goicochea, Torres, Lobo; Caralt Mas, Caralt Vidal, E. Chávarri, B. Chávarri, Rierola    |            |  |
|             | Strijelci:                                     | 0:1 (29') B. Chávarri, 1:1 (38') Rivière, 2:1 (70') Grimonprez                                                | 0:1 (29') B. Chávarri, 1:1 (38') Rivière, 2:1 (70') Grimonprez                                             | 0:1 (29') B. Chávarri, 1:1 (38') Rivière, 2:1 (70') Grimonprez                                             | 0:1 (29') B. Chávarri, 1:1 (38') Rivière, 2:1 (70') Grimonprez                                             | 0:1 (29') B. Chávarri, 1:1 (38') Rivière, 2:1 (70') Grimonprez                                                    |            |  |
|             | Suci: C. Terrier (ŠVI), C. Ch. Geyl (NIZ)      | | | | | |            |  |
|             |                                                | | | | | |            |  |
| May 22      | Stari stadion (gledatelja: 300)                | Njemačka | 2 | : | 0 | Francuska |            |  |
|             | Momčadi:                                       | Brunner; Franzkowiak, Haußmann; Freyberg, Haag, Zander; Horn, Müller, Strantzen, Förstendorf, Kemmer          | (2 | : | 0) | Salarnier; Chevalier, Peuchot; Simon, Prieur, Petitdidier; Robin, Grimonprez, Arlin, Poussineau, Rivière          |            |  |
|             | Strijelci:                                     | 1:0 (10') Müller, 2:0 (28') Haag                                                                              | 1:0 (10') Müller, 2:0 (28') Haag                                                                           | 1:0 (10') Müller, 2:0 (28') Haag                                                                           | 1:0 (10') Müller, 2:0 (28') Haag                                                                           | 1:0 (10') Müller, 2:0 (28') Haag                                                                                  |            |  |
|             | Suci: R. Liégeois (BEL), E. de Cindric (MAĐ)   | | | | | |            |  |
|             |                                                | | | | | |            |  |
| 23. svibnja | Stari stadion (gledatelja: 2750)               | Nizozemska | 1 | : | 1 | Španjolska |            |  |
|             | Momčadi:                                       | Katte; de Waal, Tresling; Ankerman, Duson, Brand; Kop, Jannink, van de Rovaart, van der Veen, Visser 't Hooft | (1 | : | 0) | Isamat; Becerril, Baguñá; Junquera, Torres, Lobo; de Roig, Caralt Vidal, E. Chávarri, B. Chávarri, Rierola        |            |  |
|             | Strijelci:                                     | 1:0 (20') van der Veen, 1:1 (63') de Roig                                                                     | 1:0 (20') van der Veen, 1:1 (63') de Roig                                                                  | 1:0 (20') van der Veen, 1:1 (63') de Roig                                                                  | 1:0 (20') van der Veen, 1:1 (63') de Roig                                                                  | 1:0 (20') van der Veen, 1:1 (63') de Roig                                                                         |            |  |
|             | Suci: P. Regibo (BEL), R. Be-Cavin (ŠVI)       | | | | | |            |  |
|             |                                                | | | | | |            |  |

Završna ljestvica skupine "B"
| Mj. | Momčad     | Ut | Pb | N | Pz | Pos | Pri | Bod |  |     |     |     |     |
| --- | ---------- | -- | -- | - | -- | --- | --- | --- |  | --- | --- | --- | --- |
| 1.  | Nizozemska | 3  | 2  | 1 | 0  | 8   | 2   | 5   |  | X   | 2:1 | 5:0 | 1:1 |
| 2.  | Njemačka   | 3  | 2  | 0 | 1  | 8   | 3   | 4   |  | 1:2 | X   | 2:0 | 5:1 |
| 3.  | Francuska  | 3  | 1  | 0 | 2  | 2   | 8   | 2   |  | 0:5 | 0:2 | X   | 2:1 |
| 4.  | Španjolska | 3  | 0  | 1 | 2  | 3   | 8   | 1   |  | 1:1 | 1:5 | 1:2 | X   |

### Natjecanje za odličja

#### Za brončano odličje
| 26. svibnja       | Olimpijski stadion (gledatelja: 23.400)          | Njemačka                                                                                          | 3                                     | :                                     | 0                                     | Belgija |  |  |
|                   | Momčadi:                                         | Brunner; Proft, Wöltje; Freyberg, Haag, Zander; Horn, Müller, Boche, Hobein, Kemmer               | (?                                    | :                                     | ?)                                    | Soubre; Wellens, Van Der Straeten; Goemaere, C. Baudoux, Adelot; Seeldrayers, Jastine, Delheid, Diercxsens, Y. Baudoux |  |  |
|                   | Strijelci:                                       | 1:0 Haag, 2:0 Haag, 3:0 Haag                                                                      | 1:0 Haag, 2:0 Haag, 3:0 Haag          | 1:0 Haag, 2:0 Haag, 3:0 Haag          | 1:0 Haag, 2:0 Haag, 3:0 Haag          | 1:0 Haag, 2:0 Haag, 3:0 Haag                                                                                           |  |  |
|                   | Suci: B. Turnbull (IND), E. W. C. Ricketts (IND) |                                                                                                   |                                       |                                       |                                       | |  |  |
| Za zlatno odličje |                                                  |                                                                                                   |                                       |                                       |                                       | |  |  |
| Završnica         |                                                  |                                                                                                   |                                       |                                       |                                       | |  |  |
| 26. svibnja       | Olimpijski stadion (gledatelja: 23.400)          | Brit. Indija                                                                                      | 3                                     | :                                     | 0                                     | Nizozemska |  |  |
|                   | Momčadi:                                         | Allen; Hammond, Rocque; Yusuf, Pinniger, Norris; Gateley, Marthins, Chand, Seaman, Goodsir-Cullen | (1                                    | :                                     | 0)                                    | Katte; de Waal, Tresling; Ankerman, Duson, Brand; Kop, Jannink, van de Rovaart, van der Veen, Visser 't Hooft          |  |  |
|                   | Strijelci:                                       | 1:0 (15') Chand, 2:0 Chand, 3:0 Chand                                                             | 1:0 (15') Chand, 2:0 Chand, 3:0 Chand | 1:0 (15') Chand, 2:0 Chand, 3:0 Chand | 1:0 (15') Chand, 2:0 Chand, 3:0 Chand | 1:0 (15') Chand, 2:0 Chand, 3:0 Chand                                                                                  |  |  |
|                   | Suci: W. Simon (NJE), R. Liégeois (BEL)          |                                                                                                   |                                       |                                       |                                       | |  |  |
|                   |                                                  |                                                                                                   |                                       |                                       |                                       | |  |  |

## Završni poredak
| Momčadi    |            |
| Zlato      | Indija     |
| Srebro     | Nizozemska |
| Bronca     | Njemačka   |
| 4.         | Belgija    |
|            | Danska     |
| Francuska  |            |
| Austrija   |            |
| Španjolska |            |
| Švicarska  |            |

| Olimpijski prvaci 1928.  |
| ------------------------ |
| Brit. Indija Prvi naslov |

## Najbolji strijelci
Ukupno je 31 igrač postigao ukupno 69 pogodaka u ukupno 18 susreta.
| Mj. | Ime i prezime                       | Momčad       | Pogodci |
| --- | ----------------------------------- | ------------ | ------- |
| 1.  | Dhyan Chand                         | Brit. Indija | 14      |
| 2.  | Feroze Khan                         | Brit. Indija | 5       |
|     | George Marthins                     | Brit. Indija | 5       |
|     | Theodor Haag                        | Njemačka     | 5       |
| 5.  | Louis Diercxsens                    | Belgija      | 4       |
| 6.  | Frederic Seaman                     | Brit. Indija | 3       |
|     | Henning Holst                       | Danska       | 3       |
|     | Robert van der Veen                 | Nizozemska   | 3       |
| 9.  | Gerrit Jannink                      | Nizozemska   | 2       |
|     | Herbert Hobein                      | Njemačka     | 2       |
|     | Paul van de Rovaart                 | Nizozemska   | 2       |
|     | Herbert Müller                      | Njemačka     | 2       |
| 13. | Ab Tresling                         | Nizozemska   | 1       |
|     | Erik Husted                         | Danska       | 1       |
|     | J. Loubert                          | Švicarska    | 1       |
|     | Ali Shaukat                         | Brit. Indija | 1       |
|     | Bruno Boche                         | Njemačka     | 1       |
|     | Enrique de Chávarri Rodríguez Codes | Španjolska   | 1       |
|     | Niels Heilbuth                      | Danska       | 1       |
|     | H. Lichtneckert                     | Austrija     | 1       |
|     | Heinz Wöltje                        | Njemačka     | 1       |
|     | Bernabé de Chávarri Rodríguez Codes | Španjolska   | 1       |
|     | Jacques Rivière                     | Francuska    | 1       |
|     | Félix Grimonprez                    | Francuska    | 1       |
|     | Paul Delheid                        | Belgija      | 1       |
|     | Émile Vercken                       | Belgija      | 1       |
|     | Maurice Gateley                     | Brit. Indija | 1       |
|     | Yvon Baudoux                        | Belgija      | 1       |
|     | Francisco de Roig Ventura           | Španjolska   | 1       |
|     | André Seeldrayers                   | Belgija      | 1       |
|     | Konrad Fehr                         | Švicarska    | 1       |